# UDP-N-acetilglucosamina
El UDP-N-acetilglucosamina o (UDP-GlcNac) es un compuesto molecular, formado por un nucleótido (Uridina difosfato) y una acetilglucosamina, derivado de la glucosamina, que a la misma vez es un derivado del monosacárido glucosa. Este derivado de glucosa tiene en el carbono 2 un grupo amino, que posteriormente sufre una acetilación. La GlcNac tiende a formar polisacáridos, principalmente de carácter estructural que cumplen varias funciones importantes biológicas. Este complejo sustrato (nucleótido-monosacárido) cumple importantes funciones biológicas a nivel del metabolismo.

Estructura de l'UDP-N-acetilglucosamina.

## El nucleótido UDP

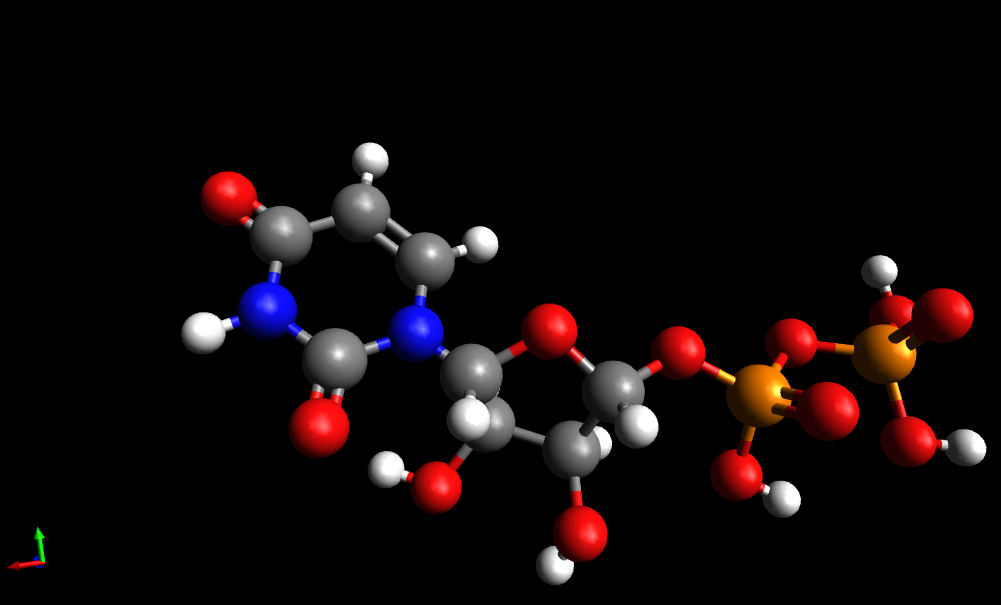
Estructura de la uridina difosfato.

Un nucleótido está formado por una base nitrogenada, un monosacárido (pentosa) y un grupo fosfato. Uridina difosfato es una de las tres formas que puede adoptar este nucleótido (UMP, UDP Y UTP). El UDP actúa como un importante activador de otras sustancias y transferidor de fosfatos. La enzima nucleósido monofosfato quinasa, cataliza con la utilización de ATP, la fosforilación de los correspondientes difosfatos.
NMP + ATP ⇌ NDP + ADP
N= nucleósidos en general
Para obtener los trifosfatos, la enzima nucleósido difosfato quinasa utiliza también el ATP como donador de fosfatos.
NDP + ATP ⇌ NTP + ADP
Con esta vía y a partir del UMP, obtenemos UTP, un nucleótido muy importante. Con el UTP, en una reacción en la que interviene el aminoácido glutamina + ATP, se origina CTP (citidina trifosfato) con su base correspondiente la citosina. El dUDP (uracildesoxirribonucleótido) se convierte en su derivado de timina. Primero se hidroliza de dUDP a dUMP, después la timidilato sintasa, metila el C5 del anillo de pirimidina para dar dTMP (desoxitimidilato). La correspondiente base de pirimidina es la timina. Las bases nitrogenadas forman parte del ADN.

## Funciones biológicas
El UDP-GlcNac cumple roles biológicos muy importantes a nivel de regulación, función y estructuración del metabolismo, para una correcta estabilidad del organismo. Actúa como complejo sustrato para diferentes enzimas, permitiendo generalmente, la incorporación del acetilglucosamina a la cadena de oligosacáridos de la proteína o bien al núcleo proteico en un enlace N-glicosídico si se une a una asparagina (Asn) o bien O-glicosídico si se une a una serina/treonina (Ser/Thr) con la activación del UDP. También puede incorporarse a lípidos como por ejemplo el dolicol (lípido de membrana), que participa en la oligomerización de proteínas del retículo endoplasmático.
La uridinadifosfato permite la unión de uno de los grupos fosfato, transformándose en UMP (Uridina monofosfato). Este paso es muy importante puesto que aporta la energía necesaria (Gº < 0 proceso exergónico) para diferentes procesos metabólicos. Además el grupo fosfato interviene en la señalización, como por ejemplo: las enzimas que se están acabando de sintetizar en el aparato de golgi para ir a parar al lisosoma. Estos enzimas necesitan una señal que les permita llegar al lisososma para cumplir con sus funciones de degradación. La señal consta de un monosacárido, manosa-6-fosfato. El grupo fosfato se transfiere en el C6 de la manosa con la ayuda de la N-acetilglucosamina fosfotransferasa, después una glicosidasa corta el resto de acetilglucosamina que iba enlazada al fosfato.
Las enzimas de los lisosomas, forman una batería de hidrolasas ácidas, que descomponen cualquier molécula orgánica. Una falta o mala incorporación de la señal, provoca enfermedades graves debidas a la acumulación de sustáncias no degradadas en la célula. Esta falta contribuye a que la membrana lisosomal no reconozca las enzimas y éstas sean liberadas al medio extracelular como moléculas errantes que aparecen en grandes cantidades en sangre y orina. Los individuos pueden sufrir: deficiencies motoras, malformaciones óseas y problemas del sistema nervioso.
También es utilizada en la síntesis de glicosaminoglicanos y proteoglicanos, componentes importantes de la matriz extracelular. Los cuales ofrecen fuerzas de compresión que favorecen la movilidad celular, retienen grandes cantidades de agua y electrolitos.

## Investigación
Julio de 2007, científicos del departamento de neurología, de la universidad de California (USA), investigan in vitro y en vivo la suplementación de hexosamina en células T de ratones. El suplemento incrementa la beta 1,6 GlcNac branched N-glicans y suprime el receptor de célula T, proliferación, endocitosis CTLA-4, diferenciación Th1, encefalomielitis autoinmune y diabetes autoinmune del ratón no diabético y obeso. La beta 1,6 GlcNac branched N-glicans regula estos factores en la señalización sináptica inmune y los receptores de la célula T. La expresión de la beta 1,6 GlcNac es dependiente del metabolito UDP-N-acetilglucosamina que suministra la biosíntesis de la vía de la hexosamia a la vez que en el Golgi las N-acetilglucosaminiltransferases Mgat1, 2, 4 y 5. Esto indica que un flujo del metabolito a través de la vía de la hexosamina y N-glicanos, la autoinmunidad se regula condicionalmente modulando las múltiples funcionalidades de la célula T. Se podría sugerir una terapia metabólica como un tratamiento potencial en la enfermedad autoinmune.
Control of T Cell-mediated Autoimmunity by Metabolite Flux to N-Glycan Biosynthesis.
Ani Grigorian, Sung-Uk Lee, Wenqiang Tian, I.-Ju Chen, Guoyan Gao, Richard Mendelsohn, James W. Dennis and Michael Demetriou. Department of Neurology, University of California, Irvine, California 92697, USA. J Biol Chem. 2007 Jul 6;282(27):20027-35. Epub 2007 May 8.

## Resumen
El UDP-GlcNac interviene en diversos procesos metabólicos como un sustrato para diferentes enzimas (generalmente transferasas) favoreciendo la glicosilación-fosforilación.